# Упорово
Упо́рово (рос. Упорово) — село, адміністративний центр Упоровського району Тюменської області, Росія.

## Географія
Розташоване на березі річки Упоровка (недалеко від її впадіння в Тобол) за 34 км від залізничної станції Заводоуковська (на лінії Тюмень — Омськ).

## Історія
Засноване в першій половині XVIII століття.

## Населення
Населення — 5847 осіб (2010, 5333 у 2002).
Національний склад станом на 2002 рік:
- росіяни — 89 %